# Abel Tasman
Abel Janszoon Tasman (Lutjegast, 1603 – Giacarta, 10 ottobre 1659) è stato un navigatore, esploratore e cartografo olandese.
Conosciuto soprattutto per i viaggi che intraprese nel 1642 e 1644 al servizio della Compagnia Olandese delle Indie Orientali, fu il primo europeo a raggiungere le isole della Tasmania e della Nuova Zelanda, e ad avvistare le Isole Figi. Abel Tasman, il suo navigatore Francoijs Visscher e il mercante Gilsemans realizzarono carte geografiche di ampie zone dell'Australia, della Nuova Zelanda e delle isole dell'Oceano Pacifico che incontrarono nel loro viaggio.

## Biografia

### Gli inizi
Tasman nacque a Lutjegast, nella provincia di Groninga nei Paesi Bassi, nel 1603. Le prime notizie che si hanno di lui sono databili 1631, quando, mentre lavorava ad Amsterdam, sposò Jannetjie Tjaers. In breve tempo finì al servizio della Compagnia delle Indie Orientali, e nel 1634 fu secondo ufficiale di una nave mercantile in partenza dalla colonia olandese di Batavia (odierna Giacarta) per le Isole Molucche. Nel luglio di quello stesso anno fu promosso capitano di una piccola nave, la Mocha. Visitò i Paesi Bassi nel 1637, e tornò a Batavia nel 1638, portando sua moglie con sé.

## I viaggi di esplorazione

### Il primo viaggio (1642-1643)

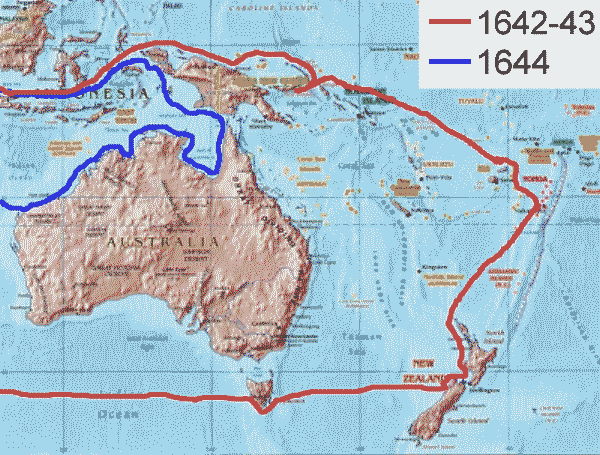
Le rotte dei viaggi di Tasman. Il primo viaggio è mostrato in rosso, il secondo in blu.

Nel 1639 Tasman partecipò come secondo ufficiale ad una spedizione di esplorazione nel nord del Pacifico; la flotta era composta dalle navi Heemskerk e Zeehaen. Dopo numerose peripezie, la spedizione raggiunse Formosa (attuale Taiwan), a novembre, ma quaranta persone su un equipaggio di novanta erano morte. Seguirono altri viaggi, tra cui uno in Giappone nel biennio 1640-1641, e uno, nel 1642, a Palembang, sull'isola di Sumatra, dove Tasman riuscì a condurre a buon fine una trattativa economica con il sultano locale.
In seguito a questi successi, nell'agosto 1642 Tasman fu messo a capo di una nuova spedizione, con l'importante e difficile compito di trovare le sconosciute terre del Sud, che si credeva si trovassero da qualche parte nel sud dell'Oceano Pacifico, ma che non erano ancora mai state viste da nessun esploratore europeo. L'esplorazione si concentrò alla ricerca di terre ad est dell'Australia, a sud dell'Oceano Pacifico. Durante il viaggio Abel Tasman scoprì la Terra di Van Diemen, oggi Tasmania, la Nuova Zelanda e le Isole Figi.

### Il secondo viaggio (1644)

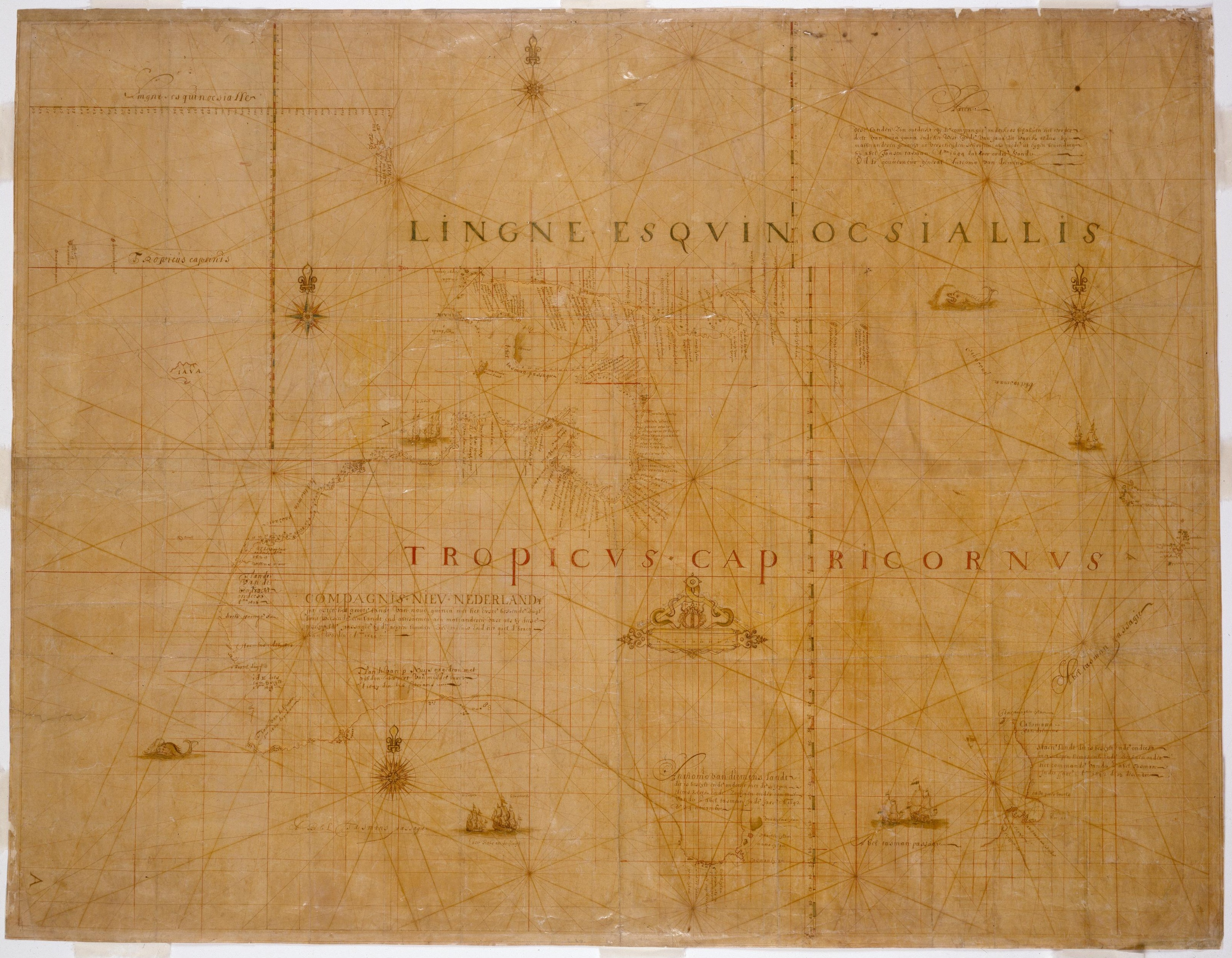
Mappa di Abel Tasman, circa 1644, conosciuta anche come mappa Bonaparte di Tasman

Tasman intraprese un secondo viaggio verso le nuove terre nel 1644, al comando di tre navi (la Limmen, la Zeemeeuw e la Braek). Seguì la costa sud della Nuova Guinea in direzione est. Non attraversò lo stretto di Torres, tra l'Australia e la Nuova Guinea, ma preferì continuare il viaggio verso sud lungo la costa dell'Australia. Realizzò mappe geografiche di tutta la fascia costiera settentrionale dell'Australia, facendo osservazioni sul posto e sui suoi abitanti.
Dal punto di vista della compagnia presso cui lavorava, i viaggi di Tasman furono un insuccesso. L'esploratore non trovò né una terra promettente per il commercio né delle utili nuove vie commerciali; e infatti, per oltre un secolo e fino all'era di James Cook, la Tasmania e la Nuova Zelanda non furono più visitate dagli europei.

### Il terzo viaggio (1648)
Nell'aprile 1648, Tasman fu incaricato di intercettare la flotta d'argento spagnola, partita dal Messico, vicino alle Filippine con una spedizione di otto navi forte di 900 marinai e 250 soldati. La notizia della pace di Münster conclusa il 30 gennaio di quell'anno non era ancora arrivata nel sud-est asiatico, per cui Tasman ignorava tale trattato. Non è impossibile che la Repubblica delle Sette Province Unite abbia cercato di usare Tasman per infliggere un altro colpo agli spagnoli. Tuttavia, la spedizione non riuscì a catturare un solo galeone spagnolo. Una nave spagnola, inseguita dagli olandesi, gettò in mare il suo prezioso carico e si affondò. Deluso dall'insuccesso, Tasman portò le sue navi alle Filippine, saccheggiando la zona costiera.
Dopo questa parte fallimentare del viaggio, la flotta salpò per Ayutthaya per assisterne il re in una guerra. Tuttavia, i piani di guerra del re di Ayutthaya erano cambiati e l'aiuto militare della Vereenigde Oostindische Compagnie la Compagnia olandese delle Indie orientali – non era più necessario. Nel gennaio 1649 Tasman e la sua flotta fece ritorno a Batavia.
Tasman, durante questo viaggio, fu accusato di aver impiccato un marinaio senza processo e dovette pagare ingenti indennizzi, oltre ad avere la sua reputazione danneggiata. Tasman si dimise dalla Vereenigde Oostindische Compagnie nel 1652.

## Gli ultimi anni
Il 2 novembre 1645, Tasman fu nominato membro del consiglio di giustizia di Batavia. Tornò a Sumatra, nel 1646 e nell'agosto 1647 si recò in Siam. Nel maggio 1648 partecipò ad una spedizione verso Manila, con lo scopo di intercettare e saccheggiare delle navi spagnole provenienti dall'America con carichi d'argento, ma non ebbe successo, e tornò a Batavia nel gennaio dell'anno successivo. 
Nel novembre 1649 fu accusato e riconosciuto colpevole di aver impiccato uno dei suoi uomini senza processo; fu sospeso dal suo incarico di comando, multato, e obbligato a pagare un risarcimento ai parenti della vittima. Il 5 gennaio 1651 fu formalmente reinvestito del suo ruolo, ma preferì passare gli ultimi anni della sua vita a Batavia. Era in buone condizioni economiche, essendo uno dei più grandi proprietari terrieri della città. Lì vi morì il 10 ottobre 1659, assistito dalla seconda moglie e da una figlia. Le sue scoperte furono importantissime, ma passarono praticamente inosservate per più di un secolo.

## L'eredità di Tasman
Come nel caso di molti altri esploratori, il nome di Tasman è rimasto in quello di diversi luoghi ed elementi dei territori da lui visitati:
- L'isola della Tasmania, all'interno della quale si trovano anche la Penisola di Tasman, il ponte di Tasman e l'autostrada di Tasman.
- Il Mar di Tasman.
- Sul territorio della Nuova Zelanda: il fiume Tasman, il monte Tasman, il ghiacciaio Tasman, il Parco nazionale Abel Tasman, la baia di Tasman e il distretto di Tasman.
- Il nome volgare di un marsupiale, il diavolo di Tasmania.
- Una pianta sempreverde, la tasmannia.